# Giovanmaria Scotti

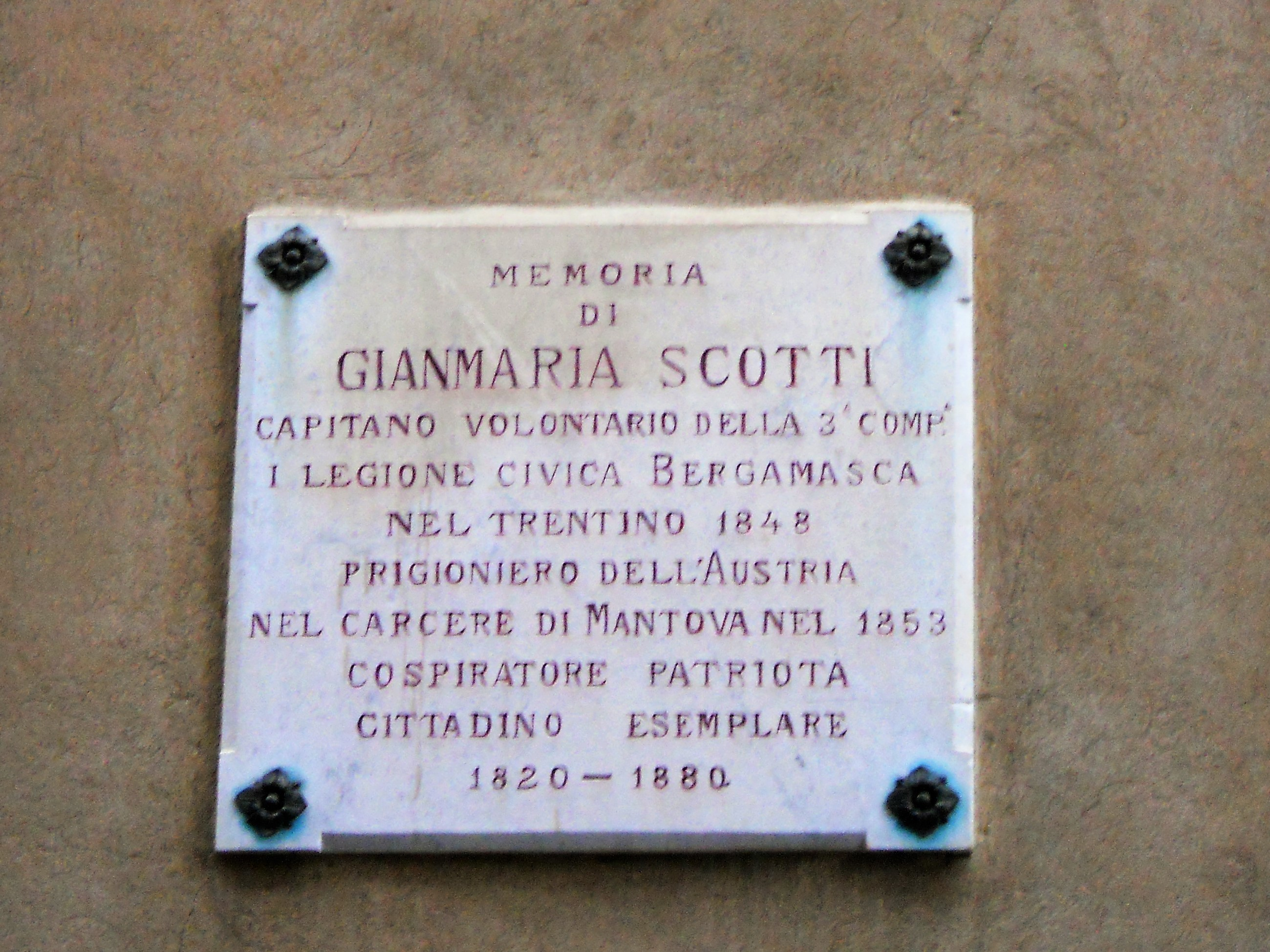
Epigrafe palazzo Scotti

Giovanni Maria Scotti, citato anche come Gian Maria e Gianmaria (Ponte San Pietro, 5 ottobre 1820 – Bergamo, 14 febbraio 1880), è stato un patriota italiano.

## Biografia
Giovanni Maria Scotti nasce a Ponte San Pietro quarto figlio di Giovanni Battista e della marchesa Fulvia Fossati de Regibus e nipote del generale Francesco Scotti che venne nominato barone da Napoleone Bonaparte nel 1810.
Dopo i primi studi a Bergamo, si iscrisse all'Università di Pavia nel 1840 alla facoltà di Giurisprudenza risiedendo fino al 1843 al collegio Ghislieri, proseguì gli studi a Milano, privatamente seguendo i corsi del geografo Cristoforo Negri, diventando amico di Camillo Benso, di Cesare Correnti e di Carlo Pizzamiglio, laureandosi nel 1844, andando da tirocinante a lavorate presso il Tribunale di Bergamo, e successivamente nello studio dell'avvocato Guadalini di Bergamo.
Sposò nel 1850 Giovannina Rota Basoni, figlia di Rosa Rota-Basoni, che gli darà sette figli, due moriranno in tenerissima età, abitando in Bergamo Palazzo Scotti.
Mori il 14 febbraio 1880 con una commemorazione pubblica dell'amico Federico Alborghetti. 

### La vita militare
Cresciuto in ambiente patriottico iniziò presto a compiere azioni che lo avrebbero portato a partecipare attivamente agli avvenimenti della Prima guerra d'indipendenza
Dopo l'insurrezione di Bergamo del 21 e 23 marzo 1848, Scotti riuscì ad superare il confine delle truppe austriache del generale Ludwig von Benedek sul Ticino, raggiungendo Torino incontrando il Presidente del Consiglio Cesare Balbo, il ministro della Guerra Antonio Franzini, e degli esteri Lorenzo Pareto e portando l'appoggio militare dei bergamaschi insorti. Il 26 marzo Carlo Alberto passò il Ticino, e lo stesso giorno entrò con l'esercito piemontese in Milano dichiarando guerra all'Austria.
Il 1º aprile Scotti tornò a Bergamo dove viene nominato Capitano della Terza Compagnia della Legione Mobile di Bergamo, carica che gli viene
confermata con regolare Brevetto di nomina a Capitano di Fanteria dal Ministero della Guerra. Partecipò all'invasione del Trentino, con altri volontari, sotto il comando di Nicola Bonorandi, raggiungendo Mes e la Valle di Sole con solo 100 bergamaschi, mentre altrettanti erano volontari trentini dove Paride Ciolli aveva installato un governo provvisorio, proseguendo poi per Cles, ma la scarsa preparazione militare, e la mancanza di uomini non poteva reggere contro la capacità militare austriaca. I volontari italiani vennero chiusi tra due fuochi e dovettero ritirarsi, Scotti e Ciolli, riuscirono a ritirarsi tornando a Bergamo gravemente ammalati. Mentre il 16 aprile 21 soldati, di questi 16 bergamaschi, vennero catturati e uccisi nel castello del Buonconsiglio di Trento, e mentre l'8 moriva nella sua casa moriva il musicista Gaetano Donizetti.
Da questa esperienza Scotti uscirà moralmente ferito, dovendo poi ritirarsi in esilio in Piemonte e poi a Lione. Bergamo tornerà aessere sottomessa alla dominazione austriaca il 6 agosto 1848.
Lo Scotti rientrò a Bergamo nel 1849, ma il suo nome era ormai inserito nell'elenco dei malintenzionati, gli venne proibito di esercitare qualsiasi libera professione, e minacciato del sequestro dei beni. Venne catturato a Mozzo nella villa Dorotina, la notte del 16 novembre 1853, e venne trasferito prima a Bergamo poi nel carcere di Milano dove venne trattenuto fino all'8 dicembre. Portato poi a Mantova venne tenuto segregato in una celle di isolamento con la condanna a morte. Gli verrà concessa la libertà con atto del 21 febbraio del 1854 dal generale Nobili.

### Cariche pubbliche
Lo Scotti ricoprì molteplici cariche pubbliche, nel 1860 venne nominato sindaco di Ponte San Pietro e Mozzo, nel 1864 eletto consigliere provinciale, e consigliere comunale di Bergamo, presidente della commissione per la ricchezza mobile, nonché 1860 rappresentante del comune di Ponte S. Pietro in riferimento alle vicende relative al prestito austriaco del 1854, e altre cariche minori.

## Onorificenze
A riconoscimento delle sue azioni militari gli venne conferito da Vittorio Emanuele II il titolo di barone il 4 aprile 1861 per sé e la sua primogenitura. Verrà quindi rimosso sullo stemma di famiglia il cavallo, simbolo napoleonico. 
Venne nominato Cavaliere della Corona d'Italia il 13 marzo 1859, e Cavaliere dell’ordine di S. Maurizio e Lazzaro il 7 gennaio 1876.